# Équipe de Belgique de football en 1931
Maillots
Chronologie
Saison précédente Saison suivante
L'équipe de Belgique de football dispute six rencontres en 1931. Le bilan est mitigé avec trois victoires et trois défaites, dont deux à l'extérieur et par le plus petit écart.

## Résumé de la saison

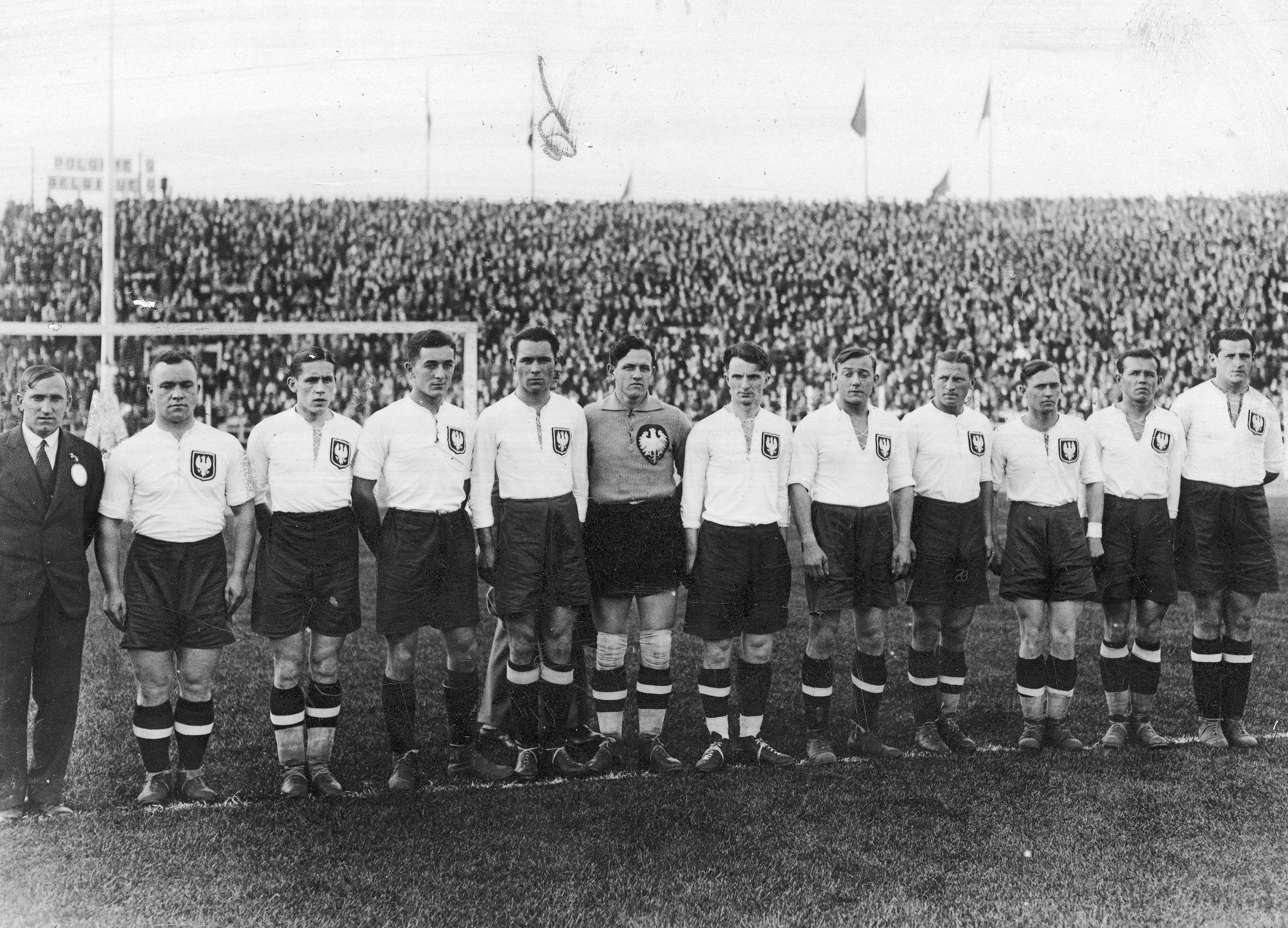
L'équipe nationale polonaise en visite à Bruxelles, le 11 octobre 1931.

La première de ces défaites est encourue lors de la première rencontre officielle de l'année, le 29 mars à Amsterdam, contre les Pays-Bas (3-2). Les Diables Rouges l'avaient toutefois emporté au préalable face à la sélection officieuse hollandaise des Zwaluwen (nl) (3-1), le 17 février.
Le 3 mai, au Bosuil d'Anvers, les Belges s'imposent cette fois (4-2) contre leurs voisins bataves, grâce entre autres à un doublé de Bernard Voorhoof qui allait devenir, tout comme Paul Van Himst quelque quarante années plus tard, meilleur buteur de l'histoire de la sélection nationale avec 30 réalisations.
Après une nouvelle victoire contre les Zwaluwen (nl) (2-4) à Rotterdam, suivent, toujours dans le courant du mois de mai, deux défaites, l'une à domicile au Daring contre l'Angleterre (1-4), après avoir toutefois ouvert la marque par Jean Capelle et maintenu le nul jusqu'à la pause, et l'autre à l'extérieur, à Lisbonne, contre le Portugal (3-2), les deux buts décisifs portugais ayant été inscrits dans les dix dernières minutes de la partie.
L'année se termine avec le sourire et deux victoires consécutives sur le même score (2-1) au Heysel contre, respectivement, la Pologne, le 11 octobre, et la Suisse, le 6 décembre.

## Les matchs
| Match amical                                                  | Pays-Bas                              | 3 - 2   | Belgique                  | Stade olympique Amsterdam, Pays-Bas             |                                                 |
| 29 mars 1931 · 14:30 heure locale · Historique des rencontres | Lagendaal 36e 65e · Formenoy (nl) 42e | (2 – 0) | Versyp 50e · Voorhoof 75e | Spectateurs : 32 000 Arbitrage : Albino Carraro | Spectateurs : 32 000 Arbitrage : Albino Carraro |
| 29 mars 1931 · 14:30 heure locale · Historique des rencontres | Rapport                               |         |                           | Spectateurs : 32 000 Arbitrage : Albino Carraro | Spectateurs : 32 000 Arbitrage : Albino Carraro |

| Match amical Coupe Van den Abeele                           | Belgique                                          | 4 - 2   | Pays-Bas                      | Bosuilstadion Deurne, Belgique                 |                                                |
| 3 mai 1931 · 15:30 heure locale · Historique des rencontres | Voorhoof 51e 59e · Van Den Eynde 62e · Versyp 71e | (0 – 1) | van Kol 19e (pen.) · Adam 84e | Spectateurs : 45 000 Arbitrage : Sophus Hansen | Spectateurs : 45 000 Arbitrage : Sophus Hansen |
| 3 mai 1931 · 15:30 heure locale · Historique des rencontres | Rapport                                           |         |                               | Spectateurs : 45 000 Arbitrage : Sophus Hansen | Spectateurs : 45 000 Arbitrage : Sophus Hansen |

| Match amical                                                 | Belgique    | 1 - 4   | Angleterre                                                         | Stade du Daring Molenbeek-Saint-Jean, Belgique |                                               |
| 16 mai 1931 · 16:00 heure locale · Historique des rencontres | Capelle 36e | (1 – 1) | Houghton (en) 42e (pen.) · Burgess (en) 65e 76e · Roberts (en) 80e | Spectateurs : 30 000 Arbitrage : Peco Bauwens  | Spectateurs : 30 000 Arbitrage : Peco Bauwens |
| 16 mai 1931 · 16:00 heure locale · Historique des rencontres | Rapport     |         |                                                                    | Spectateurs : 30 000 Arbitrage : Peco Bauwens  | Spectateurs : 30 000 Arbitrage : Peco Bauwens |

| Match amical                                                 | Portugal                                  | 3 - 2   | Belgique                      | Estádio do Lumiar Lisbonne, Portugal               |                                                    |
| 31 mai 1931 · 15:30 heure locale · Historique des rencontres | Martins 15e · Vítor Silva 84e · Pinga 88e | (1 – 2) | Van Beeck 25e · Hellemans 31e | Spectateurs : 20 000 Arbitrage : Ramón Melcón (hu) | Spectateurs : 20 000 Arbitrage : Ramón Melcón (hu) |
| 31 mai 1931 · 15:30 heure locale · Historique des rencontres | Rapport                                   |         |                               | Spectateurs : 20 000 Arbitrage : Ramón Melcón (hu) | Spectateurs : 20 000 Arbitrage : Ramón Melcón (hu) |

| Match amical                                                     | Belgique                    | 2 - 1   | Pologne             | Stade du Centenaire Laeken, Belgique              |                                                   |
| 11 octobre 1931 · 15:00 heure locale · Historique des rencontres | Hellemans 9e · Voorhoof 50e | (1 – 0) | Wypijewski (pl) 76e | Spectateurs : 40 000 Arbitrage : Johannes Mutters | Spectateurs : 40 000 Arbitrage : Johannes Mutters |
| 11 octobre 1931 · 15:00 heure locale · Historique des rencontres | Rapport                     |         |                     | Spectateurs : 40 000 Arbitrage : Johannes Mutters | Spectateurs : 40 000 Arbitrage : Johannes Mutters |

Note : Première rencontre officielle entre les deux nations.
| Match amical                                                     | Belgique        | 2 - 1   | Suisse        | Stade du Centenaire Laeken, Belgique          |                                               |
| 6 décembre 1931 · 14:00 heure locale · Historique des rencontres | Capelle 41e 47e | (1 – 0) | Ehrismann 76e | Spectateurs : 15 000 Arbitrage : Stanley Rous | Spectateurs : 15 000 Arbitrage : Stanley Rous |
| 6 décembre 1931 · 14:00 heure locale · Historique des rencontres | Rapport         |         |               | Spectateurs : 15 000 Arbitrage : Stanley Rous | Spectateurs : 15 000 Arbitrage : Stanley Rous |

## Les joueurs
| Joueurs               | Joueurs                  | Amical | Amical | Amical | Amical | Amical | Amical |
| --------------------- | ------------------------ | ------ | ------ | ------ | ------ | ------ | ------ |
| Gardiens de but       |                          |        |        |        |        |        |        |
| Arnold Badjou         | Daring Club de Bruxelles | 90     | 90     | 90     | 90     |        |        |
| Robert Braet          | RCS Brugeois             |        |        |        |        | 90     |        |
| Louis Vandenbergh     | Daring Club de Bruxelles |        |        |        |        |        | 90     |
| Défenseurs            |                          |        |        |        |        |        |        |
| Théodore Nouwens      | Racing Club de Malines   | 90     | 90     | 90     | 90     | 90     | 46e    |
| Nicolas Hoydonckx     | R Excelsior FC Hasselt   | 88e    | 90     |        |        | 90     | 90     |
| Louis Verboven        | R Berchem Sport          | 90     |        |        |        |        |        |
| Albert Heremans       | Daring Club de Bruxelles | 88e    |        |        |        |        | 46e    |
| Constant Joacim       | R Berchem Sport          |        |        | 90     | 90     |        |        |
| Milieux               |                          |        |        |        |        |        |        |
| Auguste Hellemans     | RFC Malinois             | 90     | 90     | 90     | 90     | 90     | 90     |
| Charles Simons        | Royal Antwerp FC         |        | 90     | 90     | 90     | 90     | 90     |
| Jean De Clercq        | Royal Antwerp FC         |        |        |        |        | 90     | 90     |
| Attaquants            |                          |        |        |        |        |        |        |
| Jacques Moeschal      | Racing Club de Bruxelles | 90     | 90     | 90     | 90     |        |        |
| Louis Versyp          | RFC Brugeois             | 90     | 90     | 90     | 90     | 90     | 90     |
| Bernard Voorhoof      | K Liersche SK            | 90     | 90     | 90     | 90     | 90     | 90     |
| Jean Capelle          | Standard de Liège        | 90     | 90     | 90     |        |        | 90     |
| Jacques Secretin      | RFC Montegnée            | 90     |        |        |        |        |        |
| René Ledent           | Standard de Liège        | 90     |        |        |        |        |        |
| Joseph Van Beeck      | Royal Antwerp FC         |        | 90     | 90     | 90     | 90     | 90     |
| Stanley Van Den Eynde | R Beerschot AC           |        | 90 ,   | 90     | 90     |        |        |
| Augustinus Hellemans  | Belgica FC Edegem        |        |        |        | 90 ,   | 90     |        |
| Félix Van Campenhout  | RFC Malinois             |        |        |        |        | 90     | 90     |

1. 1 2 3 4 5 6 7 8 9  Première sélection officielle pour le joueur.
2. 1 2 3 4  Dernière sélection officielle pour le joueur.
3. 1 2  Premier but officiel pour le joueur.

## Sources